# Alto do Moura
O Alto do Moura é um bairro do município de Caruaru, principal cidade do agreste pernambucano, localizado a cerca de 135 km do Recife. O bairro possui um importante polo de produção de artesanato, destacando-se os trabalhos com barro que retratam o cotidiano típico do Nordeste brasileiro, sendo seu artesão mais conhecido é Mestre Vitalino. Boa parte da produção de artesanato é vendida na famosa Feira de Caruaru e também exportado para o mundo, há registro das obras do Mestre Vitalino em mais de 20 países, incluindo até o Vaticano..No bairro há um complexo industrial, destinado à fabricação ou distribuição de produtos de vários gêneros, incluindo o ramo alimentício, além de um Aeroporto Regional, que oferta dois voos comerciais diários de segunda à sexta com destino à cidade de Recife.